# Nick Vujicic

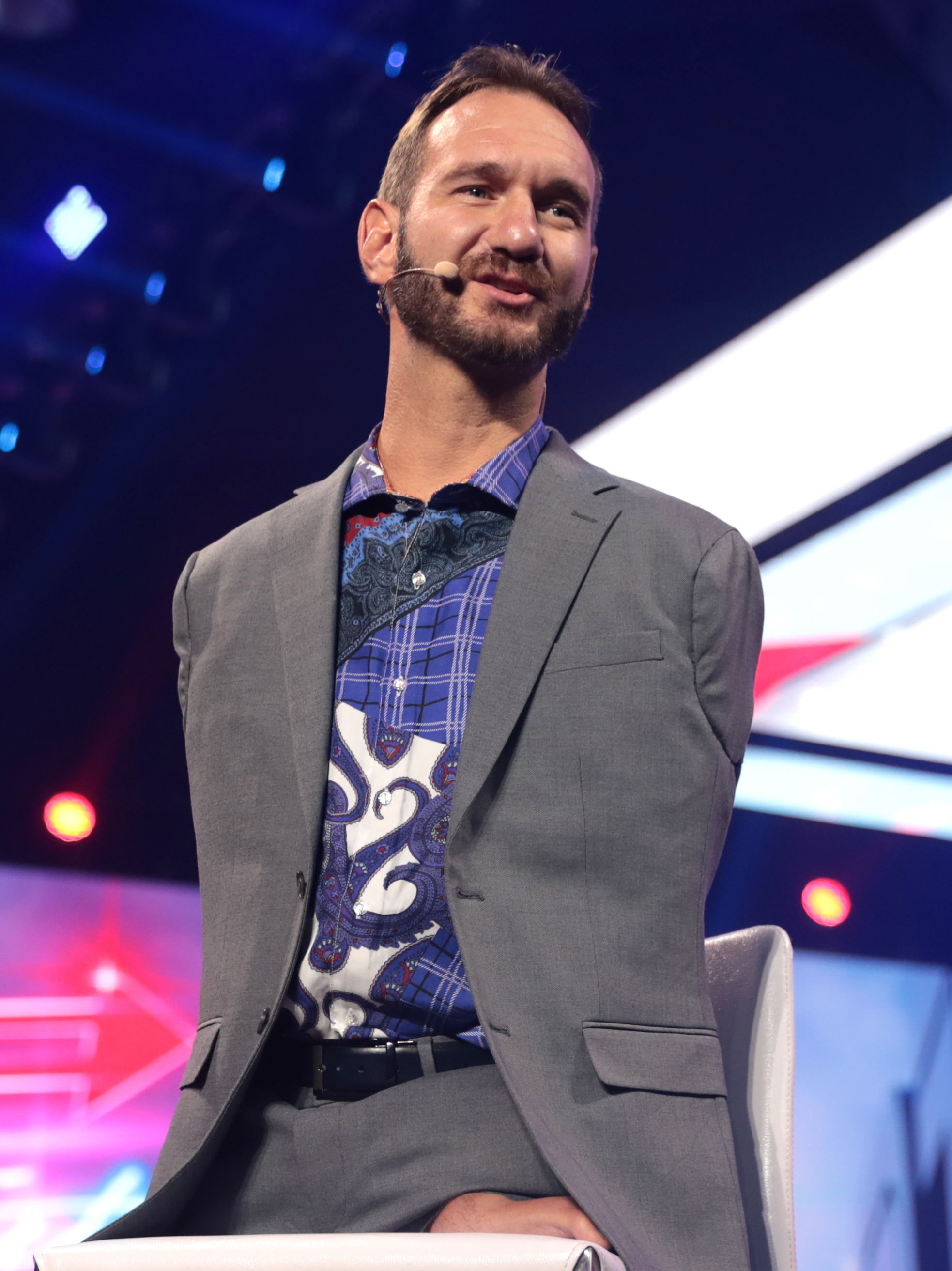
Nick Vujicic (2021)

Nicholas James „Nick“ Vujicic (* 4. Dezember 1982 in Melbourne, Bundesstaat Victoria) arbeitet international als Evangelist und Motivationsredner mit Vorträgen zu den Themen Behinderung, Hoffnung und christlichem Glauben. Als Folge einer seltenen Fehlbildung, des Tetra-Amelia-Syndroms, wurde er ohne Arme und Beine geboren.

## Leben
Seine Großeltern wanderten jeweils nach dem Zweiten Weltkrieg von Serbien nach Australien aus. In Melbourne lernten seine Eltern einander kennen. Seine Mutter Duška arbeitete als Krankenschwester. Sein Vater arbeitete zunächst als Büroangestellter in der Buchhaltung, später als IT-Lehrer an einem College in Brisbane. Ehrenamtlich war er als Laienprediger in einer christlichen Gemeinde tätig.
Nicholas Vujicic ist der erstgeborene Sohn der Familie, er hat zwei jüngere Geschwister namens Michelle und Aron. Nicholas kam ohne Arme und Beine zur Welt. Nur ein kleiner Fuß mit zwei Zehen ist am Ansatz des linken Oberschenkels vorhanden. Nach der Geburt standen beide Eltern zunächst unter Schock. Er äußerte später: „Meine Mutter war Krankenschwester, hat während der Schwangerschaft alles richtig gemacht, trotzdem gibt sie sich noch immer die Schuld.“
Die Eltern förderten den bis auf die körperlichen Fehlbildungen gesunden Sohn, um ihm ein weitgehend selbstständiges Leben zu ermöglichen. Er besuchte der australischen Gesetzgebung folgend eine Schule für Behinderte. Nach einer Gesetzesänderung schickten ihn seine Eltern auf eine integrierende Regelschule (mainstream school). Er wurde gehänselt, litt unter Depressionen und versuchte im Alter von zehn Jahren, sich das Leben zu nehmen. Ebenso litt er unter existentiellen Zukunftsängsten: „Ich hatte Angst davor, was kommt, wenn meine Eltern mich nicht mehr unterstützen könnten.“
Nach der Grundschule in Brisbane besuchte er die dortige High School und erwarb im Anschluss Hochschulabschlüsse in Rechnungswesen und Finanzplanung.
Vujicic berichtet in Interviews und in Vorträgen, er habe in seinem Leben aufgrund seiner Behinderung lange Zeit keinen Sinn und keine Hoffnung für sich gesehen. Das habe sich erst geändert, als er seine Behinderung nicht mehr als Strafe, sondern als Herausforderung und Auftrag Gottes begriffen habe. Er habe den Sinn seines Lebens schließlich darin gefunden, Menschen von der Liebe Gottes zu berichten und sie darin zu bestärken, ihre Träume zu erfüllen.
Heute lebt Vujicic in Kalifornien und arbeitet international als Redner überwiegend in Schulen, Kirchen und bei christlichen Kongressen. Er thematisiert dabei das Leben mit Behinderung, Lebensmut und Hoffnung und christlichem Glauben: „Vielleicht ist das meine Aufgabe, anderen Menschen Hoffnung zu geben.“
Er ist Vorstandsmitglied der christlichen Organisation Life Without Limbs, über die er Veranstaltungen organisiert und Aufzeichnungen seiner Reden vertreibt.
Vujicics offensiver Umgang mit seiner Behinderung ruft regelmäßig das Interesse der internationalen Medien hervor. Berichtet wird, wie er den Alltag bewältigt, wie er mit seiner Behinderung verschiedene Sportarten (Schwimmen, Surfen und Golf) ausübt, Reisen unternimmt und wie er als christlich geprägter Motivationsredner international wahrgenommen wird.
Am 12. Februar 2012 heiratete er seine Verlobte Kanae Miyahara. Das Paar hat zwei Söhne und zwei Töchter: Kiyoshi James Vujicic (* 13. Februar 2013), Dejan Levi Vujicic (* 7. August 2015), Olivia Mei Vujicic und Ellie Laurel Vujicic (beide * 20. Dezember 2017).

## Positionen
Nick Vujicic bekennt sich in einem eigenen Glaubensbekenntnis zur evangelikalen Erweckungsbewegung („born-again believers“), wobei in der Lehre von Sünde und Erlösung den traditionellen calvinistischen Theorien gefolgt wird. Zusätzlich hält er das zweite Kommen Christi für unmittelbar bevorstehend. Ein Bekenntnis zu einer bestimmten Institution oder Freikirche wird nicht gegeben.
Nick Vujicic teilt die politischen Ansichten der meisten führenden evangelikalen Christen. So spricht er sich gegen die LGBTQ-Bewegung aus und forderte persönlich einen schwulen Freund und Mitarbeiter seines Werks nach dessen  Coming-out zur Kündigung auf. Andererseits engagiert Vujicic sich in Kampagnen gegen Mobbing und Unterdrückung, etwa an Schulen. Er ist strikter Abtreibungsgegner und setzt sich für entsprechende Abtreibungsverbote ein. Da seiner Aussage nach 90 % aller amerikanischen Banken Abtreibungen unterstützten, gründete er 2021 eine eigene Bank für Abtreibungsgegner, die ohne Gewinnabsicht operiert.
Vujicic befürwortet Donald Trump und dessen Politik. Er setzt sich für die rechtspopulistische Bewegung Turning Point USA ein, tritt auf deren Veranstaltungen auf und zeigt sich öffentlich zusammen mit der rechtsextremen Verschwörungstheoretikerin Marjorie Taylor Greene.

## Werke

### Schriften
- Nick Vujicic: Mein Leben ohne Limits: "Wenn kein Wunder passiert, sei selbst eins!" 11. Auflage. Brunnen-Verlag, Gießen 2015, ISBN 978-3-7655-1119-6.
- Nick Vujicic: Personal Trainer für ein unverschämt gutes Leben. 3. Auflage. Brunnen-Verlag, Gießen 2015, ISBN 978-3-7655-4180-3.
- Nick Vujicic: Dein Leben ohne Limits: "50 Powerstarts in den Tag". 2. Auflage. Brunnen-Verlag, Gießen 2015, ISBN 978-3-7655-4238-1.
- Nick Vujivic: Freihändig: "Warum dich und mich so schnell nichts aufhält". 3. Auflage. Brunnen-Verlag, Gießen 2014, ISBN 978-3-7655-1583-5.
- Nick Vujicic: Sei stark!: "Selbstbewusst gegen Mobbing, Ausgrenzung ... und was dich sonst runterzieht". Brunnen-Verlag, Gießen 2015, ISBN 978-3-7655-0926-1.
- Kanae Vujicic, Nick Vujicic: Liebe ohne Limits. Brunnen-Verlag, Gießen 2015, ISBN 978-3-7655-0934-6.

### Filme
- The Butterfly Circus (amerikanischer Kurzfilm)